# Palazzo Garzoni
Palazzo Garzoni è un palazzo di Venezia, ubicato nel sestiere di San Marco, affacciato sul lato sinistro del Canal Grande, tra il Rio di Ca' Garzoni ed il Fondaco Marcello, di fronte a Palazzo Pisani Moretta

## Storia
La famiglia Garzoni, originaria di Bologna, approdò a Venezia verso la fine del XIII secolo e un secolo dopo ottenne la nobiltà veneziana; fu iscritta al Maggior Consiglio nel 1381. Nel Seicento acquisì la proprietà di questo palazzo che da allora è conosciuto con il loro nome.
Fino al 2019 è stato di proprietà dell'Università Ca' Foscari che vi ha insediato la facoltà di lingue. Nel 2019 è stato acquistato da un compratore anonimo attraverso la celebre casa d'aste inglese Sotheby's per un prezzo non specificato.

## Architettura
È un palazzo gotico del XV secolo che nel tempo ha visto modificare molto profondamente l'aspetto originario. Al pianterreno si apre un portale d'acqua con arco a tutto sesto con protome in chiave d'arco.
Lo sviluppo del palazzo prosegue con due piani nobili molto simili tra di loro, con quadrifora archiacuta centrale e due coppie di monofore laterali, tutte chiuse da balconcini.
Il mezzanino del sottotetto conclude la regolarità della facciata, al centro del quale è ancora visibile una coppia di amorini che sorreggono uno scudo vuoto dove un tempo spiccava lo stemma nobiliare della famiglia.